# توياما (محافظة)
محافظة توياما (باليابانية:  富山県, توياما-كين) هي إحدى محافظات اليابان تقع في منطقة تشوبو في جزيرة هونشو على ساحل بحر اليابان. عاصمتها مدينة توياما.

## توأمة
لتوياما (محافظة) اتفاقيات توأمة مع كل من:
- لياونينغ (9 مايو 1984 - )[3]
- ساو باولو (18 يوليو 1985 - )[3]
- أوريغون (19 أكتوبر 1991 - )[3]
- بريمورسكي كراي (26 أغسطس 1992 - )[3]
- كاناغاوا

## أعلام
- كازويا إواكورا
- هاروكي سيتو
- ساوري تاكارادا
- تايتشي هاسيكوا
- شونتا تاكاهاشي